# 哭踊
踊禮是古代中華喪禮的一種儀節，指親子於父母之喪或眾臣於國君之喪時，在靈堂哭喪的行為舉動，也作袒踊、擗踊、哭踊、啼踊、號踊、拜踊、成踊、踊絕等。

## 辭源
「踊」，《說文》跳也。《廣雅》上也。表示向上跳躍的動作，此指因喪慟痛哭於地而身體抖動，並情緒激動地捶胸頓足。
袒踊
「袒踊」是指「袒左」和「踊」。
「袒左」是表示袒開上衣左袖，將左袖插入右襟，露出裡面的裼衣；或者袒開所有衣服的左袖，露出左肩。古代凡中華禮儀皆是袒左，不加以區分吉禮或凶禮，惟有受刑才會袒右。
袒、免、哭、踊是表示哀傷的連貫動作，即是：袒肩、束髮、哭嚎、頓足。 針對特殊情況的權宜之計，駝背或背部有痛疾者，不袒；禿頭或頭部有傷患者，不免；跛腳或腳部有缺陷者，不踊。
擗踊
擗踊是「擗」和「踊」的合稱，亦作「辟踊」。
「擗」，通作「辟」、「擘」。《集韻》拊心也。表示傷心捶胸的動作。《禮記·檀弓》：「辟踊，哀之至也。」表示傷心至極的慟哭，女子擊胸傷心而哭曰「辟」，男子稽顙於地無容曰「踊」。 由於女子不宜袒露，所以表現為擊胸、悲哀慟哭；男子則表現為袒肩、稽顙於地慟哭。
踊絕
踊絕，指痛哭而昏厥過去，亦作「隕絕」。
根據親屬、臣屬之間的親疏尊卑關係，悲傷的程度會有不同； 因此，踊的表現方式也有差異，可區分為「絕於地」和「不絕地」兩種不同的程度。《禮記·雜記》：「伯母、叔母疏衰，踊不絕地；姑、 姊妹之大功，踊絕於地。」陸佃注：「疏衰，大功，文也。踊絕不絕，情也。伯、叔母之喪，文至而情不至；姑、姊妹之大功，文不至而情至。」即指於禮制上，為伯母、叔母服齊衰的規格較高，為姑、姊妹服大功的規格較低，但與姑、姊妹之間有同胞骨肉之情，所以踊的表現方式要更為激烈。

## 功能與時機
禮制規定哭、辟、踊的儀節，是為了表示哀傷痛疾之情。 哭踊本來應該是自然而然、隨心而發的表現，但若不加以節制的話，就無法收到節哀順變的目的，於是就有所謂「成踊」（與「成服」）的規定，規定某一段時間內可以宣泄悲慟的情緒，宣泄之餘也要有所節制。 直至到「卒哭」（成事）就應該收拾心情，停止哭踊。後來則誤以為哭喪來表現出有孝心，因此衍生「代哭」的特種職業。
在死者面前哭踊者包括「主人」（喪主）、「主婦」（死者妻或喪主妻）和「弔客」（客人），三者輪流而踊稱為「拾踊」。 禮制對不同尊卑身份的賓客，有所差別待遇，例如：國君來弔或國君派使來弔，主人必要迎接來賓，稽顙成踊；其他賓客來弔則無接賓之禮。
如果是在儀節進行當中，有其他賓客來問弔，也有所區別。例如：如果是大夫在袒踊時來問弔，主人要停止拜踊、穿好衣裳來拜會，接著繼續成踊；如果是士來問弔的話，則等儀節完成以後，才穿好衣裳來拜會。

## 規格
《禮記·雜記》：「公七踊，大夫五踊，婦人居間，士三踊。」鄭玄注：「公，君也。始死及小斂、大斂而踊，君、大夫、士一也，則皆三踊矣。」《淮南子·天文訓》：「故祭祀三飯以為禮，喪紀三踊以為節。」
禮制的目的是區別尊卑輩份，《禮記正義》總結踊的必要儀節為：士三日三踊、大夫四日五踊、諸侯六日七踊、王八日九踊。 但在大斂既殯後，還有朝夕奠、朔月奠、薦新奠、啟奠、祖奠、朝廟、遣奠、入礦、虞祭等過程，甚至賓客問弔都可能會有拜踊，所以踊的實際數目不僅於此。
《禮記·王制》：「天子七日而殯，七月而葬。諸侯五日而殯，五月而葬。大夫、士、庶人，三日而殯，三月而葬。」《雜記》：「士三月而葬，是月也卒哭；大夫三月而葬，五月而卒哭；諸侯五月而葬，七月而卒哭。士三虞，大夫五，諸侯七。」表示喪禮規格的區別，死者落葬之後舉行虞祭，虞祭之後再舉行卒哭祭，卒哭以後就可以停止哭踊。但是在舉行禫祭以前，還有客人前來問弔的話，主人仍要設位拜踊。
|        | 士         | 大夫               | 諸侯               | 王                 |
| ------ | ---------- | ------------------ | ------------------ | ------------------ |
| 初死日 | 襲踊       | 踊                 | 踊                 | 踊                 |
| 明日   | 小斂踊     | 襲踊               | 襲踊               | 襲踊               |
| 三日   | 大斂踊、殯 | 朝踊、小斂踊       | 朝踊、小斂踊       | 踊                 |
| 四日   |            | 朝不踊、大斂踊、殯 | 無事踊             | 踊                 |
| 五日   |            |                    | 踊                 | 朝踊、小斂踊       |
| 六日   |            |                    | 朝不踊、大斂踊、殯 | 踊                 |
| 七日   |            |                    |                    | 踊                 |
| 八日   |            |                    |                    | 朝不踊、大斂踊、殯 |
| 總結   | 三日三踊   | 四日五踊           | 六日七踊           | 八日九踊           |

## 另見
- 哭喪
- 職業孝子、哭喪女
- 孝女白琴、五子哭墓